# Gruta Esmeralda
A Gruta Esmeralda (em italianoː Grotta dello Smeraldo) é uma caverna parcialmente inundada pela água do mar, que está localizada na Costa Amalfitana, na comuna italiana de Conca dei Marini.
A gruta recebeu este nome devido as colorações verde e turquesa da luz natural, filtrada pela água do mar, que penetra na câmara da gruta através de uma passagem subterrânea.

## História
A gruta foi formada através de bradissismo, e se localizava acima do nível do mar. Em torno de 6.000 anos atrás, o nível do mar passou a aumentar gradativamente, atingindo uma passagem natural da gruta, que atualmente está submersa. Com a entrada da água do mar, formou-se um lago no interior da câmara. No ano de 1932, a caverna foi descoberta pelo pescador Luigi Buoncore. E em 1956, foi aberta uma entrada artificial.

## Características
A gruta possui uma câmara com 30 metros de largura, 60 metros de comprimento e 24 metros de altura; e há presença de estalactites. A água presente na gruta é proveniente do mar, que passa por uma passagem subterrânea que se encontra a 4.000 metros de profundidade.
Na gruta há a presença de uma espécie rara de anêmona do mar, Anemonactis mazeli.

## Turismo
A gruta está aberta ao público, com entrada paga. O acesso à gruta se dá através de uma entrada artificial pela costa. Para acessar a entrada, pode utilizar um elevador ou as escadas. Após passar pela entrada, há um cais com barcos de madeira, sem motor. Na estrada estadual, próxima a gruta, há um local para estacionar, com poucas vagas.